# 环丁二烯
环丁二烯是最简单的[n]-轮烯（[4]-轮烯），化学式为C4H4。它是一种极不稳定的碳氢化合物，仅能单独存在5秒钟。尽管环丁二烯含有交替的单双键，但是它不符合休克尔规则，因为它只有4个π电子，不符合4n+2的通式。由于金属原子可提供2个电子，所以有些环丁二烯-金属化合物实际上是稳定的。
由于环丁二烯的π电子总能量要高于相应脂肪烃——1,3-丁二烯，因此它被称为是反芳香性的。然而最近的红外光谱数据表明，环丁二烯并非正方形结构，而为长方形，而且1,2-二氘代-1,3-环丁二烯存在两个立体异构体。这说明其π电子具有部分定域性質，因而环丁二烯也不完全是反芳香性的。至于它不是正方形结构的原因，可以将它看作姜-泰勒效应在有机化学中的一个特殊应用。
环丁二烯在35K通过自身Diels-Alder反应二聚。

## 合成
在多次失败的尝试之后，德克萨斯州大学的Rowland Pettit终于在1965年首先制得环丁二烯，但他没能将它分离出来。他先用Fe4(CO)9和cis-二氯环丁二烯通过二次脱卤化氢反应来制备三羰基环丁二烯合铁（C4H4Fe(CO)3），再用硝酸铈铵氧化该络合物：
独立存在的环丁二烯会与缺电子的炔烃反应，产物是杜瓦苯衍生物：
该杜瓦苯衍生物加热至90°C分解为邻苯二甲酸二甲酯。
用二炔的[2+2]环加成反应也可以制取环丁二烯的衍生物：以2,3,4,5-四苯基环戊-2,4-二酮作为捕获试剂，脱羰基后产物之一是环辛四烯的衍生物。